# Glossosoma neretvae
Glossosoma neretvae là một loài Trichoptera trong họ Glossosomatidae. Chúng phân bố ở miền Cổ bắc.